# Hard Slammin'
Hard Slammin' is de eerste single van de band The Blackout en is afkomstig van het mini-album The Blackout! The Blackout! The Blackout!. De single is in beperkte oplage van 1.000 stuks verschenen en onderhand uitverkocht. De B-kant van de single wordt gevormd door de akoestische versie van het nummer It's High Tide Baby!.

## Tracklist
- 1. Hard Slammin'
- 2. It's High Tide Baby! (akoestisch)